# Аббасов, Яшар Исаг оглы
Яшар Исаг оглы Аббасов (азерб. Yaşar İsaq oğlu Abbasov; род. 1955, г. Сумгаит, Азербайджанская ССР) — советский и азербайджанский металлург. Народный депутат СССР (1989—1991).

## Биография
Родился в 1955 году в городе Сумгаит Азербайджанской ССР.
Окончил Сумгаитский политехнический техникум.
Начал трудовую деятельность в 1972 году токарем, позже — сталевар мартеновского цеха Азербайджанского трубопрокатного завода имени В. И. Ленина, расположенного в городе Сумгаит. Достигал высоких показателей производительности труда при выполнении производственных планов, по итогам одиннадцатой пятилетки (1981—1985) бригада Аббасова выплавила 552 тонны металла сверх плана, а за неполные первые два месяца 1986 года получила почти 100 сверхплановых тонн.
Позже работал по линии профессиональных союзов — по состоянию на 2015 год работал заведующим отделом Конфедерации профессиональных союзов Азербайджана, за плодотворную деятельность на этом посту в 2013 году награжден медалью «Прогресс». 
Активно участвовал в общественно-политической жизни республики и Советского Союза. Член КПСС с 1979 года, делегат XXVII съезда КПСС (1986) и XXXI съезда КП Азербайджана (1986), член ЦК КП Азербайджана (1986—1990). Принимал участие в работе XII фестиваля молодёжи и студентов (1985). В 1985 году избран депутатом Верховного Совета Азербайджанской ССР 11-го созыва от Сумгаитского-Строительного округа № 151, в 1989 году избран народным депутатом СССР от от профессиональных союзов СССР, избран в Совет Союза Верховного Совета СССР, член Комитета по вопросам экологии и рационального использования природных ресурсов. Уделял внимание вопросам экологии, острым социально-бытовым проблемам трудящихся.